# Græssangere
Locustellidae er en familie af mindre spurvefugle, der er udbredt i Afrika, Eurasien og Oceanien. Familien hører til blandt sangerne og arterne lever næsten udelukkende af insekter og edderkopper.
I Danmark optræder kun arter fra slægten Locustella, f.eks. græshoppesanger (Locustella naevia).

## Slægter
Familien Locustellidae omfatter ifølge Gill & Donsker (2013) ni slægter:
- Bradypterus (11 arter, fx rørsmutte)
- Locustella (24 arter, fx græshoppesanger)
- Megalurus (9 arter, fx stribet sumpsanger)
- Schoenicola (2 arter, fx afrikansk bredhale)
- Elaphrornis (1 art, Sri Lanka-kratsmutte)
- Amphilais (1 art, grå emusanger)
- Megalurulus (6 arter, fx ny caledonisk græssanger)
- Buettikoferella (1 art, Timor-græssanger)
- Chaetornis (1 art, børstenæbbet græssanger)